# هانتر شیفر
هانتر شیفر (انگلیسی: Hunter Schafer؛ زادهٔ ۳۱ دسامبر ۱۹۹۸) بازیگر، مدل و کنشگر حقوق ال‌جی‌بی‌تی آمریکایی است. او در سال ۲۰۱۹، با بازی در نقش دانش‌آموز دبیرستانی ترنسجندر در مجموعهٔ تلویزیونی درام نوجوانانهٔ سرخوشی (۲۰۱۹–اکنون) وارد صنعت بازیگری شد و نامزد جایزه سینمایی و تلویزیونی ام‌تی‌وی گردید. او در سال ۲۰۲۳ در فیلم اکشن بازی‌های گرسنگی: تصنیف پرندگان آوازخوان و مارها حضور داشت.

## آغاز زندگی
شیفر در ۳۱ دسامبر ۱۹۹۸ در ترنتون، نیوجرسی به دنیا آمد. پدر او کاهن پرسبیترینیسم است، و خانواده آن‌ها برای کلیساها و اعضای کلیسا به نیوجرسی، آریزونا، و در نهایت به رالی، کارولینای شمالی نقل مکان کردند. او دو خواهر و یک برادر کوچکتر دارد.
شیفر گفته از زمان کودکی شروع به تعریف احساس مادینگی کرده‌است. در کلاس هفتم، شیفر به‌عنوان یک پسر همجنس‌گرا نزد پدر و مادرش آشکارسازی کرد، اما در کلاس هشتم دچار آشفتگی جنسیتی شد، و پس از تشخیص آشفتگی، در کلاس نهم به‌عنوان دختر ترنس به گذار جنسیت پرداخت. به گفتهٔ شیفر، اینترنت به او کمک کرد تا با هویت جنسیتی خود کنار بیاید؛ همان‌طور که او به یوتیوب و رسانه‌های اجتماعی روی آورد تا در مورد جدول زمانی تحول افراد مطلع شود.

## زندگی شخصی
شیفر می‌گوید: «دوست دارم مردم بدانند من یک دختر سیس نیستم زیرا این چیزی نیست که من هستم یا احساس می‌کنم هستم. افتخار می‌کنم که ترنس هستم.» در سال ۲۰۱۹، شیفر گفت که او «به چیزی که ممکن است لزبین بنامید نزدیک‌تر» شده‌است. او در دسامبر ۲۰۲۱ اعلام کرد که تمایلات جنسیش «بای یا پن یا یه چیزی تو این مایه‌ها» است. شیفر از فوریهٔ ۲۰۲۲ تا پیرامون ژوئیهٔ ۲۰۲۳ با دومینیک فایک، هم‌بازی خود در سرخوشی، رابطه داشت.
در ۲۷ فوریه ۲۰۲۴، شیفر در نیویورک سیتی در جریان تظاهرات صدای یهودیان برای صلح در حمایت از آتش‌بس در جنگ اسرائیل و حماس دستگیر شد.

## گزیدهٔ فیلم‌شناسی
| نام فیلم                                       | سال            | نقش                   |
| ---------------------------------------------- | -------------- | --------------------- |
| بل                                             | ۲۰۲۲           | صداپیشه روکا واتانابه |
| بازی‌های گرسنگی: تصنیف پرندگان آوازخوان و مارها | ۲۰۲۳           | تایگرس اسنو           |
| کوکو                                           | ۲۰۲۴           | گرچن                  |
| یک نوع مهربانی                                 | اعلام خواهد شد | اعلام خواهد شد        |

### مجموعه‌های تلویزیونی
| سال تولید  | عنوان  | نقش      | یادداشت‌ها                    |
| ---------- | ------ | -------- | ---------------------------- |
| ۲۰۱۹–اکنون | سرخوشی | ژولز وان | نقش اصلی، و تهیه‌کننده اجرایی |

### بازی‌های ویدئویی
| سال            | عنوان | صداپیشه        | یادداشت‌ها       |
| -------------- | ----- | -------------- | --------------- |
| اعلام خواهد شد | OD    | اعلام خواهد شد | همچنین ضبط حرکت |